# شهرستان درعیه
شهرستان درعیه (به عربی: محافظة الدرعیة) یکی از شهرستان‌های استان ریاض در عربستان سعودی است مردم این شهرستان مسلمان اهل سنت هستند.
این شهرستان نخستین شهرستان کشور پادشاهی سعودی بود. پایتخت پیشین آل سعود یعنی شهر درعیه مرکز این شهرستان است.

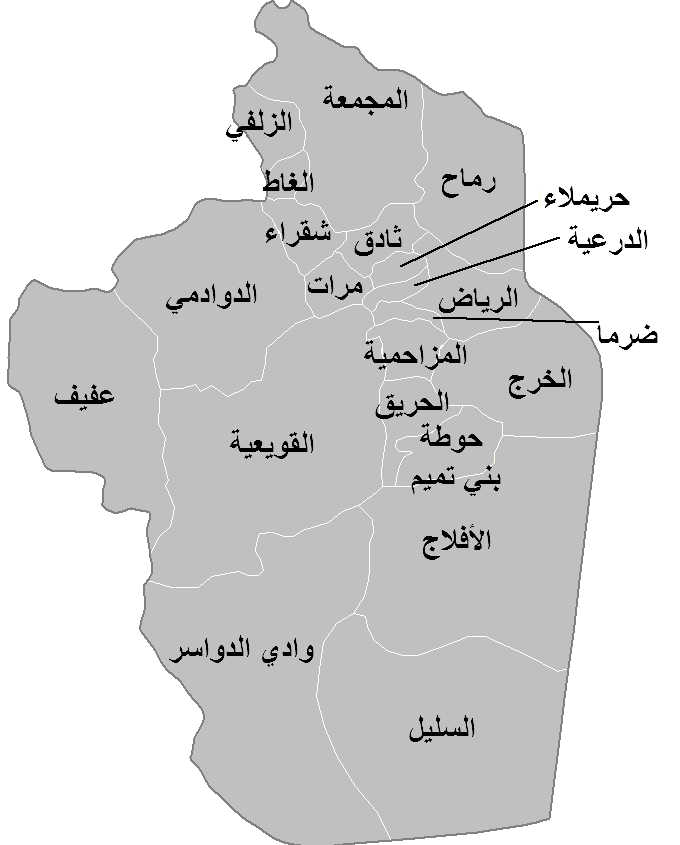
موقعیت شهرستان درعیه در استان ریاض

گور صحابه‌ای که در جنگ‌های ارتداد با مسیلمه و بنی حنیفه کشته شدند در این شهرستان قرار دارد.
دانشکده افسری ملک عبدالعزیز نیز در این شهرستان قرار دارد.